# Ballin (Akwaya)
Pour les articles homonymes, voir Ballin.
Ballin  (ou Balim) est un village du Cameroun situé dans le département du Manyu et la Région du Sud-Ouest, à proximité de la frontière avec le Nigeria. Il fait partie de la commune d'Akwaya.

## Localisation
Ballin est localisé à 6° 28' 40 N et 9° 39' 15 E, à environ 263 km de distance de Buéa, le chef-lieu de la Région du Sud-Ouest, et à 356 km de Yaoundé, la capitale du Cameroun.

## Population
La localité comptait 592 habitants en 1953 et 722 en 1967, principalement des Messaga Ekol.
Lors du recensement de 2005, on y a dénombré 1 321 habitants, dont 670 hommes et 651 femmes.